# Station Klabbeek
Station Klabbeek (Frans: Gare de Clabecq) is een voormalig spoorwegstation langs spoorlijn 106 en spoorlijn 115 in Klabbeek, een deelgemeente van de Waals-Brabantse gemeente Tubeke. Het station is nog in gebruik als goederenstation.
0,0: Eigenbrakel ·
2,0: Sart-Moulin ·
3,9: Noucelles ·
5,7: Woutersbrakel ·
7,6: Kasteelbrakel ·
9,6: Nidérand ·
12,5: Klabbeek ·
14,0: Tubeke ·
16,4: Ripain ·
18,1: Quenast ·
20,6: Rebecq ·
24,1: Rognon